# جین ویال
جین ویال (به فرانسوی: Jane Vialle) روزنامه‌نگار و سیاستمدار که در ۲۷ اوت ۱۹۰۶ در جمهوری کنگو به دنیا آمد اما در اکتبر ۱۹۱۲ به پاریس رفت و وقتی جنگ جهانی دوم شروع شد به عنوان روزنامه‌نگار مشغول به کار بود. او پس از جنگ مأمور مخفی جنبش مقاومت فرانسه در جنوب این کشور شد. منطقه‌ای که در آن زمان تحت کنترل رژیم دست‌نشانده ویشی بود. جین در رابطه با جابجایی واحدهای نظامی ارتش آلمان اطلاعات جمع‌آوری می‌کرد و برای متفقین می‌فرستاد. او در ژانویه ۱۹۴۳ توسط دشمن دستگیر و به خیانت متهم شد. با این حال اطلاعات سری که او به خوبی کدگذاری کرده بود، از دست مقامات در امان ماندند چون قابل رمزگشایی نبودند. ویال در ابتدا به اردوگاه کار اجباری فرستاده شد و بعد او را به زندان زنان در مارسی منتقل کردند. او در ۱۹۴۷ به عنوان نماینده مجلس سنای فرانسه انتخاب شد. ویال در ۹ فوریه ۱۹۵۳ در سن ۴۶ سالگی در ویونو دورون درگذشت